# Рэй, Габриэль
Габриэль Рэй (англ. Gabrielle Ray; урожд.  Габриэль Элизабет Клиффорд Кук [англ. Gabrielle Elizabeth Clifford Cook]; 28 апреля 1883 — 21 мая 1973) — британская театральная актриса, танцовщица и певица, наиболее известная по ролям в музыкальных комедиях эпохи короля Эдуарда.
Считалась одной из самых красивых актрис на лондонской сцене и стала одной из самых фотографируемых женщин в мире. В первое десятилетие XX века она сделала хорошую карьеру в музыкальном театре. После неудачного замужества она вернулась на сцену, но так и не вернула себе прежнюю славу. Позже боролась с депрессией и провела последние 37 лет в психиатрической больнице.

## Биография
Габриэль родилась в 1883 году в Стокпорте, в районе Манчестера. Она была четвёртой дочерью Уильяма Остина Кука, торговца железом, а также мирового судьи Чешира и его жены Анны Марии Элизабет. В 1893 году в возрасте десяти лет впервые вышла на театральную сцену, появившись в постановке «Майами», в лондонском театре Princess's Theatre. В 1903 году на неё обратил внимание крупный театральный деятель Джордж Эдуардес, благодаря чему она стала звездой.
В 1912 году Габриель объявляет о своём уходе со сцены, чтобы выйти замуж за Эрика Лодера. Однако брак оказался крайне несчастливым. За ним последовал развод, который душевно потряс Габриель. В 1915 году она попыталась вернуться к славе и вернулась на сцену, приняв участие в мюзикле «Бетти» в Gaiety Theatre, а в следующем году — в ревю «Летающие цвета» на лондонском ипподроме. Это были её последние выступления на сцене театра Вест-Энда, и в следующие десять лет она будет появляться в варьете и небольших спектаклях, окончательно покинув сцену в 1924 году.
К концу карьеры Габриель боролась с депрессией и алкоголизмом . В 1936 году после нервного срыва она была помещена в психиатрическую больницу, откуда никогда не выходила и где прожила почти сорок лет. Скончалась в 1973 году в санатории «Холлоуэй» в возрасте 90 лет и была похоронена на кладбище «Энглфилд-Грин». В завещании она оставила 17 441 фунт стерлингов. На её месте рождения установлена синяя мемориальная доска.

## Внешние ссылки
- Биография и фото Рэй
- Фотографии Рэй
- Сайт с фотографиями и биографическими ссылками (недоступная ссылка)
- Многочисленные открытки с фотографиями Рэй
- Фотографии Рэй
- Фото Рэй Национальной портретной галереи  в мюзикле «Пегги»[англ.]
- Открытки и эфемеры Рэй